# Liste der Kulturdenkmäler in Niederzissen
In der Liste der Kulturdenkmäler in Niederzissen sind alle Kulturdenkmäler der rheinland-pfälzischen Ortsgemeinde Niederzissen einschließlich des Ortsteils Rodder aufgeführt. Grundlage ist die Denkmalliste des Landes Rheinland-Pfalz (Stand: 12. Juni 2023).

## Denkmalzonen
| Bezeichnung                    | Lage                               | Baujahr  | Beschreibung                         | Bild                           |
| ------------------------------ | ---------------------------------- | -------- | ------------------------------------ | ------------------------------ |
| Denkmalzone Jüdischer Friedhof | Niederzissen, Am Sauerbrunnen Lage | vor 1763 | etwa 85 Grabsteine von 1846 bis 1942 | weitere Bilder Fotos hochladen |

## Einzeldenkmäler
| Bezeichnung                           | Lage                                                   | Baujahr                    | Beschreibung | Bild                                    |
| ------------------------------------- | ------------------------------------------------------ | -------------------------- | --- | --------------------------------------- |
| Wegekreuz                             | Niederzissen, Brohltalstraße, bei Nr. 84 Lage          | 1661                       | Wegekreuz, bezeichnet 1661 | weitere Bilder Fotos hochladen          |
| Wohnhaus                              | Niederzissen, Brohltalstraße 94 Lage                   | 18. Jahrhundert            | eingeschossiges Fachwerkhaus und -scheune, 18. Jahrhundert; Gesamtanlage                                                                                             | weitere Bilder Fotos hochladen          |
| Bildstock                             | Niederzissen, Horststraße, bei Nr. 35 Lage             | 1793                       | Bildstock, bezeichnet 1793 | weitere Bilder Fotos hochladen          |
| Quereinhaus                           | Niederzissen, Horststraße 50 Lage                      | 18. oder 19. Jahrhundert   | Quereinhaus, Fachwerk, teilweise massiv, 18. oder 19. Jahrhundert | weitere Bilder Fotos hochladen          |
| Wegekreuz                             | Niederzissen, Horststraße, Ecke Klosterstraße Lage     | 1619                       | Wegekreuz, Nischentyp, bezeichnet 1619 | weitere Bilder Fotos hochladen          |
| Wegekreuz                             | Niederzissen, Kapellenstraße, Ecke Arweg Lage          | 1706                       | Wegekreuz, bezeichnet 1706 | weitere Bilder Fotos hochladen          |
| Bildstock                             | Niederzissen, Kapellenstraße, Ecke Brohltalstraße Lage |                            | Bildstock | weitere Bilder Fotos hochladen          |
| Friedhofskapelle St. Anna             | Niederzissen, Kapellenstraße, Ecke Friedhofstraße Lage | 1617                       | Saalbau, bezeichnet 1617 | weitere Bilder Fotos hochladen          |
| ehemalige Synagoge                    | Niederzissen, Mittelstraße 30 Lage                     | 1840/41                    | schlichter Saalbau, errichtet 1840/41; 1938 zu Schmiede umgebaut; zahlreiche rituelle Kleinfunde (Genisa) des 18. und 19. Jahrhunderts auf dem Dachboden             | weitere Bilder Fotos hochladen          |
| Wohnhaus                              | Niederzissen, Mittelstraße 38 Lage                     | 18. Jahrhundert            | Fachwerkhaus, teilweise massiv, 18. Jahrhundert | Fotos hochladen                         |
| Katholische Pfarrkirche St. Germanus  | Niederzissen, Mittelstraße 39 Lage                     | Mitte des 12. Jahrhunderts | dreischiffige Basilika, im Kern aus der Mitte des 12. Jahrhunderts, Turm-Obergeschosse aus dem 13. Jahrhundert, Erweiterungsbau 1966–68, Architekt Otto Vogel, Trier | weitere Bilder Fotos hochladen          |
| Wohnhaus                              | Niederzissen, Oberdorfstraße 1 Lage                    | 19. Jahrhundert            | Fachwerkhaus, Scheune, 19. Jahrhundert; Gesamtanlage | BW                                      |
| Wegekreuz                             | Niederzissen, Oberdorfstraße, Ecke Espelsweg Lage      | 1713                       | Wegekreuz, Konsolentyp, bezeichnet 1713 | BW                                      |
| Wegekreuz                             | Niederzissen, Waldorfer Straße Lage                    | 1723                       | Wegekreuz, Nischentyp, bezeichnet 1723 | weitere Bilder Fotos hochladen          |
| Wegekreuz                             | Niederzissen, südlich des Ortes                        | 1766                       | Wegekreuz, bezeichnet 1766 | Direkt Bild zu diesem Denkmal hochladen |
| Katholische Kapelle Maria Himmelfahrt | Rodder, Hauptstraße 73 Lage                            | 1907                       | Saalbau, 1907 | weitere Bilder Fotos hochladen          |
| Wegekreuz                             | Rodder, Hauptstraße, Ecke Bergstraße Lage              | 1653                       | Wegekreuz, bezeichnet 1653 oder 1853 | weitere Bilder Fotos hochladen          |
| Grabkreuz                             | Rodder, Hohlstraße, bei Nr. 2 Lage                     |                            | Grabkreuz, stark zerfallen | weitere Bilder Fotos hochladen          |
| Wegekreuz                             | Rodder, südwestlich des Ortes Lage                     | 1705                       | Wegekreuz, Nischentyp, bezeichnet 1705 | weitere Bilder Fotos hochladen          |